# Polskie Towarzystwo Studiów Jidyszystycznych
Polskie Towarzystwo Studiów Jidyszystycznych – organizacja powstała w 2010 roku i zarejestrowana jako stowarzyszenie w Sądzie Rejonowym w Warszawie. Jego celem jest prowadzenie, promocja i popularyzacja badań naukowych języka i cywilizacji jidysz, jest grupą osób, które badają teksty żydowskie.
Prezesem PTSJ jest dr hab. Joanna Degler, prof. Uniwersytetu Wrocławskiego.

## Prezesi
- dr hab. Joanna Degler (od 2019)
- dr hab. Magdalena Ruta (2016–2019)
- dr hab. Joanna Nalewajko-Kulikov (2013–2016)
- prof. dr hab. Monika Adamczyk-Garbowska (2010–2013)